# Moucherolle tête-fou
Contopus caribaeus
Espèce
Synonymes
- Muscipeta caribaea

Statut de conservation UICN

 LC  : Préoccupation mineure
Le Moucherolle tête-fou (Contopus caribaeus) est une espèce de passereau placée dans la famille des Tyrannidae.

## Systématique
Il a été décrit en 1839 par Alcide Dessalines d'Orbigny sous le nom scientifique de Muscipeta caribaea. Ce taxon est considéré par certains auteurs comme conspécifique avec le Moucherolle d’Hispaniola (Contopus hispaniolensis).

## Répartition
Le Moucherolle tête-fou vit à Cuba et sur plusieurs îles des Bahamas.

## Sous-espèces
Cet oiseau est représenté par 4 sous-espèces :
- Contopus caribaeus caribaeus : Cuba et l'île de la Jeunesse ;
- Contopus caribaeus bahamensis (H. Bryant, 1859) : Grand Bahama, îles Abacos, Andros, New Providence et Eleuthera (Bahamas) ;
- Contopus caribaeus morenoi Burleigh & Duvall, 1948 : Sud de Cuba (marais de Zapata) et cayes voisins ;
- Contopus caribaeus nerlyi Garrido, 1978 : îles au Sud de la province de Camagüey (Cuba).